# Baek Ye-rin
Baek Ye rin (Hangul: 백예린; Daejeon, 26 de junio de 1997), también conocida como Yerin Baek o simplemente como  Yerin, es una cantante y compositora surcoreana. Debutó en 2012 como miembro de 15&, y como solista el 30 de noviembre de 2015, con el extended play Frank.

## Biografía
Ye-rin nació el 26 de junio de 1997 en el Distrito Jung, Daejeon. Mientras fue aprendiz de JYP Entertainment, pasó dos años viviendo en Nueva York, donde su familia vive en la actualidad.

## Discografía

### Sencillos

#### Como artista principal
| Título                              | Año  | Posiciones | Ventas (descarga digital) | Álbum           |
| Título                              | Año  | KOR        | Ventas (descarga digital) | Álbum           |
| ----------------------------------- | ---- | ---------- | ------------------------- | --------------- |
| "우주를 건너 (Across the Universe)" | 2015 | 7          | - KOR: 1,116,655+         | Frank           |
| "Bye Bye My Blue"                   | 2016 | 3          | - KOR: 793,487+           | Bye Bye My Blue |
| "Love You on Christmas"             | 2016 | 22         | - KOR: 114,795+           |                 |

#### Como artista invitada
| Título                                                             | Año  | Posiciones | Ventas (descarga digital) | Álbum                                   |
| Título                                                             | Año  | KOR        | Ventas (descarga digital) | Álbum                                   |
| ------------------------------------------------------------------ | ---- | ---------- | ------------------------- | --------------------------------------- |
| "It's Only You" (Taecyeon of 2PM feat Baek Ye-rin)                 | 2014 | —          | - KOR: —                  | Genesis of 2PM (Limited Edition Ver. B) |
| "문득 (Suddenly)" (with Jun.K of 2PM & Jo Kwon)                    | 2014 | —          | - KOR: —                  | JYP Nation Korea 2014 - One Mic         |
| "Excited" (Olltii featuring Baek Ye-rin)                           | 2015 | —          | - KOR: —                  | Graduation                              |
| "On & On" (Yuk Jidam featuring Baek Ye-rin)                        | 2015 | 20         | - KOR: 155,875+           | Unpretty Rapstar Semi Final 2           |
| "チョコレート (Chocolate)" (Taecyeon of 2PM featuring Baek Ye-rin) | 2015 | —          | - KOR: —                  | 2PM of 2PM (Limited Edition Ver. B)     |
| "Me You" (San E featuring Baek Ye-rin)                             | 2015 | 2          | - KOR: 1,127,476+         | The Boy Who Cried Wolf                  |
| "Come Over" (넘어와) (Dean featuring Baek Ye-rin)                  | 2017 | 6          | - KOR: 827,673+           | Limbo                                   |
| "Light" (The Quiett featuring Baek Ye-rin)                         | 2017 |            |                           | Millionaire Poetry                      |

### Banda sonora
| Título                                 | Año  | Posiciones | Ventas (descarga digital) | Álbum                  |
| Título                                 | Año  | KOR        | Ventas (descarga digital) | Álbum                  |
| -------------------------------------- | ---- | ---------- | ------------------------- | ---------------------- |
| "아주 오래된 기억 (Blooming Memories)" | 2017 | 93         | - KOR: 22,505+            | Chicago Typewriter OST |

## Premios y nominaciones
| Año  | Categoría                             | Premio                 | Trabajo           | Resultado |
| ---- | ------------------------------------- | ---------------------- | ----------------- | --------- |
| 2021 | Best OST (por "Crash Landing on You") | 30th Seoul Music Award | "Here I Am Again" | pendiente |